# Врангель, Александр Васильевич
Барон Александр Васильевич Врангель (нем. Alexander Peter Magnus von Wrangel; 1794, Псков — 1841, Вилькомир) — генерал-майор русской императорской армии, участник Отечественной войны 1812 года и Заграничных походов 1813 и 1814 годов.

## Биография
Родился 21 сентября (2 октября) 1794 года в Пскове, был сыном коллежского асессора Бернгарда-Вильгельма Врангеля (1747—1845). Его братья: Егор Васильевич и Василий Васильевич.
Образование получил во 1-м кадетском корпусе, из которого выпущен в 1812 году в армейскую пехоту.
Принимал участие в Отечественной войне 1812 года, был ранен в Бородинском сражении и за отличие был награждён орденом Св. Анны 4-й степени. В 1813—1814 годах совершил Заграничный поход, отличился при штурме Парижа.
В 1828 году произведён в полковники; 5 августа 1829 года пожалован орденом Св. Владимира 4-й степени.
В 1831 году он участвовал в сражениях с польскими повстанцами. Тогда же был назначен командиром 50-го егерского полка. С этим полком он в 1833 году участвовал в десантной высадке под Константинополем, для оказания помощи турецкому султану против египетского паши и был награждён орденом Св. Анны 2-й степени.
По возвращении в Россию 6 декабря 1836 года был произведён в генерал-майоры и назначен командиром 1-й бригады 5-й пехотной дивизии. За беспорочную выслугу 1 декабря 1838 года барон Врангель был награждён орденом Св. Георгия 4-й степени (№ 5682 по кавалерскому списку Григоровича — Степанова); 30 августа 1839 года получил орден Св. Владимира 3-й степени.
Скончался 20 июля (1 августа) 1841 года в Вилькомире.